# Гиндин, Гилил Пейсахович
Гилил Пейсахович Ги́ндин (1 сентября 1923, село Семёновка, Полтавская область, УССР, СССР — 1998, Израиль) — украинский советский конструктор, специалист в отрасли самолётостроения (крыла самолёта). Дважды лауреат Государственной премии УССР (1985, 1994). «Заслуженный машиностроитель Украины».

## Биография
Гилил Пейсахович Гиндин родился 1 сентября 1923 года в селе Семёновка, Полтавской Области, УССР в семье продавца Пейсаха Моисеевича и бухгалтера Матели Лейбовны. С 1928 года с семьёй переехал в Полтаву, где с золотой медалью окончил среднюю школу № 3. 19 сентября 1941 года призван в армию, где сначала был в сапёрном батальоне, а с марта 1942 года командовал отделением мотоинженерного батальона. В 1943 году стал членом КПСС. Воевал в Украине, России, Польше, Венгрии, Чехословакии, Германии. В мае 1947 года демобилизировался.
В 1953 году окончил Харьковский авиационный институт по специальности «самолётостроение». Поступил на работу на завод № 123 в Риге, занимающийся созданием авиационных домиков. В это время он познакомился с О. К. Антоновым, который пригласил его с 1954 года работать в Киеве в бригаде крыла. С 1955 года он неоднократно премировался и награждался, а в 1959 году он был характеризован «знающим, трудолюбивым, квалифицированным конструктором, имеющим глубокие теоретические знания и умело применяемым на практике. В бригаде выполняет сложную и ответственную работу: теоретические схемы, увязку и компоновку крыльев, разработку конструкций новых агрегатов. Спроектированные им конструкции высокотехнологичны. Назначался ведущим на сборке крыльев, а также доработке в серии на опытных машинах».
Гилил Гиндин создал отдел крыла где, кроме прочего, работал над автоматизацией выдвижения закрылков, которые впоследствии использовались на самолётах АН-8, АН-10, АН-12, АН-22, АН-24, АН-124 «Руслан», АН-225. С августа 1962 по февраль 1982 года Гилил Гиндин был начальником бригады крыла, а затем до июля 1996 года он занимал должность начальника отдела КО-22. Разработки отдела Гиндина после того как их показали Генриху Новожилову были использованы и на самолётах ИЛ-96.
В 1996 году эмигрировал в Израиль. Скончался в 1998 году.

## Научная работа
Отдел под руководством Гиллила Гиндина разработал механизацию крыльев самолётов в которых внедрены подшипники не требующие замены. Среди патентов — авторское свидетельство № 473406 от 13.08.1973 года «Механизм управления трехплотным раздвижным закрылком». К 2018 году конструкторские наработки Гилила Гиндина всё ещё продолжали использоваться в самолётах.

## Награды и премии
Военные:
- Орден Славы ІІІ степени[3][8]
- Орден Великой Отечественной войны II степени[3][9]
- Медаль «За отвагу»[3][8]
- Медаль «За оборону Сталинграда»[3]
- Медаль «За взятие Берлина»[3]
- Медаль «За освобождение Праги»[3]

Послевоенные:
- Орден Октябрьской Революции (1975)[5]
- Государственная премия Украины в области науки и техники[5] (1985[1])
- Государственная премия Украины в области науки и техники[5] (1994[1][10])
- Медаль «Ветеран труда» (1983)[5]
- «Заслуженный машиностроитель Украины» (1993)[5]